# Дзіково (Гожовський повіт)
Дзіково (пол. Dzikowo, нім. Wildwiese) — село в Польщі, у гміні Любішин Гожовського повіту Любуського воєводства.
Населення — 36 осіб (2011).

## Демографія
Демографічна структура станом на 31 березня 2011 року:
|          | Загалом | Допрацездатний вік | Працездатний вік | Постпрацездатний вік |
| -------- | ------- | ------------------ | ---------------- | -------------------- |
| Чоловіки | 18      | 8                  | 9                | 1                    |
| Жінки    | 18      | 3                  | 12               | 3                    |
| Разом    | 36      | 11                 | 21               | 4                    |